# Tapajós Futebol Clube
O Tapajós Futebol Clube é um clube brasileiro de futebol da cidade de Santarém, no estado do Pará.
Em 2014, logo após ter sua filiação à Federação Paraense de Futebol aceita, disputou a Segunda Divisão do Campeonato Paraense de 2014, onde no término da competição, acabou conquistando o acesso para Primeira Divisão do Campeonato Paraense de 2015. O clube, que tem como presidente Sandicley Monte, possui como mascote o boto, e as cores oficiais são o verde e o branco.

## Títulos
|            | Competição                      | Títulos    | Temporadas |
| ESTADUAIS  | ESTADUAIS                       | ESTADUAIS  | ESTADUAIS  |
|            | Campeonato Paraense - Série B1  | 1          | 2018       |
| MUNICIPAIS | MUNICIPAIS                      | MUNICIPAIS | MUNICIPAIS |
|            | Campeonato Santareno de Futebol | 1          | 2019       |
| ---------- | ------------------------------- | ---------- | ---------- |

| Categorias de Base | Categorias de Base                       | Categorias de Base | Categorias de Base |
|                    | Competição                               | Títulos            | Temporadas         |
| ------------------ | ---------------------------------------- | ------------------ | ------------------ |
|                    | Campeonato Santareno de Futebol - Sub-20 | 1                  | 2015               |
|                    | Campeonato Santareno de Futebol - Sub-17 | 1                  | 2019               |
|                    | Copa Amazônia - Sub-17                   | 1                  | 2015               |
|                    | Campeonato Santareno de Futebol - Sub-16 | 1                  | 2015               |

## Desempenho em Competições

### Campanhas de Destaque
|  | Participações em 2025 |

| Competição | Competição          | Temporadas | Melhor campanha       | Estreia | Última | P | R |
| Pará       | Campeonato Paraense | 8          | 8º colocado (3 vezes) | 2015    | 2024   |   | 2 |
| Pará       | Série A2            | 4          | Campeão (2018)        | 2014    | 2025   | 2 | – |

### Campeonato Paraense - 1ª Divisão
| Ano  | Posição |
| Ano  | Posição |
| 2015 | 8º      |
| 2016 | 9º      |
| 2019 | 8º      |
| 2020 | 9º      |
| 2021 | 10°     |
| 2022 | 8º      |
| 2023 | 9º      |
| 2024 | 11º     |

### Campeonato Paraense – Série A2
| Ano  | Posição |
| 2014 | 5º      |
| 2017 | 5º      |
| 2018 | Campeão |
| 2025 | 8º      |

## Uniformes

### 2022
| '' | '' |

### 2021
| '' | '' |

### 2020
| '' | '' |

### 2018-2019
| '' | '' |

### 2016-2017
| '' | '' | Lançado em 2017 |

### 2015
| '' | '' |

### 2014
| '' | '' |

## Treinadores

### Ordem cronológica
| Treinador          | entrada    | saída      | J  | V | E | D | GP | GC | %     | Títulos                                |
| ------------------ | ---------- | ---------- | -- | - | - | - | -- | -- | ----- | -------------------------------------- |
| Flávio Goiano      | 1/08/2014  | 10/2014    | 3  | 1 | 1 | 1 | 2  | 3  | 44,44 |                                        |
| Fran Costa         | 10/2014    | 6/12/2014  | 6  | 2 | 3 | 1 | 5  | 7  | 50    |                                        |
| Vitor Hugo         | 24/12/2014 | 02/2016    | 12 | 3 | 3 | 6 | 20 | 22 | 33,3  |                                        |
| Marcos Piter       | 15/02/2016 | 21/02/2016 | 2  | 0 | 0 | 2 | 2  | 6  | 0     |                                        |
| Caio Simões        | 23/02/2016 | 10/04/2016 | 5  | 2 | 1 | 2 | 4  | 5  | 46,6  |                                        |
| Lecheva            | 29/07/2017 | 18/11/2017 | 5  | 4 | 0 | 1 | 19 | 4  | 80    |                                        |
| Fran Costa         | 16/08/2018 | 5/12/2018  | 10 | 5 | 3 | 2 | 19 | 4  | 60    | Campeonato Paraense de 2018 (Série B1) |
| Flávio Barros      | 15/12/2018 | 26/02/2019 | 6  | 1 | 2 | 3 | 6  | 9  | 27,77 |                                        |
| Walter Lima        | 26/02/2019 | 31/03/2019 | 4  | 0 | 3 | 1 | 2  | 4  | 25    |                                        |
| Caio Simões        | 24/11/2019 | 8/02/2020  | 4  | 1 | 0 | 3 | 2  | 5  | 25    |                                        |
| Matheus Lima       | 26/02/2020 | 4/04/2021  | 9  | 1 | 4 | 4 | 10 | 11 | 25,92 |                                        |
| Flávio Goiano Int. | 7/04/2021  | 11/04/2021 | 2  | 0 | 1 | 1 | 2  | 3  | 16,66 |                                        |
| Artur Oliveira     | 11/04/2021 | 28/04/2021 | 3  | 1 | 1 | 1 | 4  | 4  | 44,44 |                                        |
| Robson Melo        | 11/11/2021 | 10/02/2022 | 4  | 1 | 1 | 2 | 3  | 4  | 33,33 |                                        |
| Júnior Amorim      | 11/04/2022 | 23/03/2022 | 6  | 1 | 2 | 3 | 6  | 8  | 27,77 |                                        |
| Arthur Bernardes   | 21/10/2022 | 12/02/2023 | 2  | 0 | 0 | 2 | 2  | 4  | 0     |                                        |
| Robson Melo        | 13/02/2023 | 26/03/2023 | 6  | 2 | 1 | 3 | 6  | 11 | 38,88 |                                        |

## Presidentes
| Presidente      | Período         | Fonte  |
| Sandicley Monte | 2012-           |        |
| Izabela Drago   | 07/2020-11/2020 | [ 19 ] |

## Rivalidades

### Tapajós versus São Raimundo
Ultima Atualização: Tapajós 2x2 São Raimundo em 30 de janeiro de 2016 pela 1º rodada do 1º turno Campeonato Paraense
- Jogos: 1
- Vitórias do Tapajós: 0
- Vitórias do São Raimundo: 0
- Empates: 1
- Gols do Tapajós: 2
- Gols do São Raimundo: 2

### Tapajós versus São Francisco
Ultima Atualização: São Francisco 2x3 Tapajós, em 26 de fevereiro de 2023, pela 4º rodada do Campeonato Paraense
- Jogos: 9
- Vitórias do Tapajós: 2
- Vitórias do São Francisco: 3
- Empates: 4
- Gols do Tapajós: 8
- Gols do São Francisco: 11

### Tapajós versus Amazônia
Ultima Atualização: Tapajós 1x0 Amazônia em 21 de fevereiro de 2022 pela 7º rodada do Campeonato Paraense
- Jogos: 1
- Vitórias do Tapajós: 1
- Vitórias do Amazônia: 0
- Empates: 0
- Gols do Tapajós: 1
- Gols do Amazônia: 0